# Międzynarodowy Sojusz Partii Libertariańskich
Międzynarodowy Sojusz Partii Libertariańskich (ang. International Alliance of Libertarian Parties, IALP) – organizacja międzynarodowa skupiająca libertariańskie partie polityczne. Została założona 6 marca 2015. Misją organizacji jest międzynarodowe promowanie polityki libertariańskiej.

## Ugrupowania członkowskie
- Liberal Democratic Party (Australia),
- Parti Libertarien (Belgia),
- Partia Wolnych Obywateli (Czechy),
- Parti Libertarien (Francja),
- Partia Libertariańska (Hiszpania),
- Partia Libertariańska (Holandia),
- Libertariańska Partia Kanady (Kanada),
- Libertario (Kolumbia),
- Partia Rozsądku (Niemcy),
- Liberalistene (Norwegia),
- Nowa Nadzieja (Polska),
- Partido Libertário (Portugalia),
- Libertarian Party of South Africa (Republika Południowej Afryki),
- Libertariańska Partia Rosji (Rosja),
- Partia Libertariańska (Stany Zjednoczone),
- Scottish Libertarian Party (Szkocja, Wielka Brytania),
- Unabhängigkeitspartei up! (Szwajcaria),
- Liberala partiet (Szwecja),
- Partia Libertariańska (Wielka Brytania),
- Libertarian Movement (Włochy),
- Liberté et Démocratie pour la République (Wybrzeże Kości Słoniowej).

Źródło: International Alliance of Libertarian Parties.